# Tournoi de tennis du Maroc
Le tournoi du Maroc est un tournoi de tennis féminin (du WTA Tour) et masculin (de l'ATP Tour) qui se déroule chaque année sur terre battue, au cours du printemps.
La première édition du tournoi féminin (appelé Grand Prix Princesse-Lalla-Meryem) remonte à 2001. Le tournoi est passé de la catégorie tier V à tier IV à l'occasion de son déménagement de Casablanca à Rabat en 2005. En 2007, il est transféré à Fès, au sein des installations du Royal Tennis Club, inauguré deux années plus tôt. En 2013, il est transféré à Marrakech.
Le tournoi masculin (appelé Grand Prix Hassan-II en l'honneur du roi Hassan II, mort en 1999), est organisé depuis 1986. Les quatre premières éditions relevaient de la catégorie Challenger ; depuis 1990, il fait partie des ATP 250. De 1986 à 2015, il se dispute sur terre battue à Casablanca au Complexe Al Amal. En saison 2016, il déménage à Marrakech. Un autre tournoi de tennis masculin a été organisé au Maroc, dans la catégorie Challenger de 2007 à 2012 : le Tournoi de Marrakech. En 1970, un tournoi du circuit World Championship Tennis avait également été organisé à Casablanca.

## Palmarès dames

### Simple
| No | Date       | Nom et lieu du tournoi                              | Catégorie                                           | Dotation                                            | Surface                                             | Vainqueure                                          | Finaliste                                           | Score                                               |                                                     |
| -- | ---------- | --------------------------------------------------- | --------------------------------------------------- | --------------------------------------------------- | --------------------------------------------------- | --------------------------------------------------- | --------------------------------------------------- | --------------------------------------------------- | --------------------------------------------------- |
| 1  | 23-07-2001 | GP Princesse Lalla Meryem, Casablanca               | Tier V                                              | 110 000 $                                           | Terre (ext.)                                        | Zsofia Gubacsi                                      | Maria Elena Camerin                                 | 1-6, 6-3, 7-65                                      | Tableau                                             |
| 2  | 08-07-2002 | GP Princesse Lalla Meryem, Casablanca               | Tier V                                              | 110 000 $                                           | Terre (ext.)                                        | Patricia Wartusch                                   | Klára Koukalová                                     | 5-7, 6-3, 6-3                                       | Tableau                                             |
| 3  | 31-03-2003 | GP Princesse Lalla Meryem, Casablanca               | Tier V                                              | 110 000 $                                           | Terre (ext.)                                        | Rita Grande                                         | Antonella Serra Zanetti                             | 6-2, 4-6, 6-1                                       | Tableau                                             |
| 4  | 05-04-2004 | GP Princesse Lalla Meryem, Casablanca               | Tier V                                              | 110 000 $                                           | Terre (ext.)                                        | Émilie Loit                                         | Ľudmila Cervanová                                   | 6-2, 6-2                                            | Tableau                                             |
| 5  | 02-05-2005 | GP Princesse Lalla Meryem, Rabat                    | Tier IV                                             | 140 000 $                                           | Terre (ext.)                                        | Nuria Llagostera Vives                              | Zheng Jie                                           | 6-4, 6-2                                            | Tableau                                             |
| 6  | 15-05-2006 | GP Princesse Lalla Meryem, Rabat                    | Tier IV                                             | 145 000 $                                           | Terre (ext.)                                        | Meghann Shaughnessy                                 | Martina Suchá                                       | 6-2, 3-6, 6-3                                       | Tableau                                             |
| 7  | 14-05-2007 | GP Princesse Lalla Meryem, Fès                      | Tier IV                                             | 145 000 $                                           | Terre (ext.)                                        | Milagros Sequera                                    | Aleksandra Wozniak                                  | 6-1, 6-3                                            | Tableau                                             |
| 8  | 28-04-2008 | GP Princesse Lalla Meryem, Fès                      | Tier IV                                             | 145 000 $                                           | Terre (ext.)                                        | Gisela Dulko                                        | Anabel Medina Garrigues                             | 7-62, 7-65                                          | Tableau                                             |
| 9  | 27-04-2009 | GP Princesse Lalla Meryem, Fès                      | Intern'l                                            | 220 000 $                                           | Terre (ext.)                                        | Anabel Medina Garrigues                             | Ekaterina Makarova                                  | 6-0, 6-1                                            | Tableau                                             |
| 10 | 26-04-2010 | GP Princesse Lalla Meryem, Fès                      | Intern'l                                            | 220 000 $                                           | Terre (ext.)                                        | Iveta Benešová                                      | Simona Halep                                        | 6-4, 6-2                                            | Tableau                                             |
| 11 | 18-04-2011 | GP Princesse Lalla Meryem, Fès                      | Intern'l                                            | 220 000 $                                           | Terre (ext.)                                        | Alberta Brianti                                     | Simona Halep                                        | 6-4, 6-3                                            | Tableau                                             |
| 12 | 23-04-2012 | GP Princesse Lalla Meryem, Fès                      | Intern'l                                            | 220 000 $                                           | Terre (ext.)                                        | Kiki Bertens                                        | Laura Pous Tió                                      | 7-5, 6-0                                            | Tableau                                             |
| 13 | 22-04-2013 | GP Princesse Lalla Meryem, Marrakech                | Intern'l                                            | 235 000 $                                           | Terre (ext.)                                        | Francesca Schiavone                                 | Lourdes Domínguez Lino                              | 6-1, 6-3                                            | Tableau                                             |
| 14 | 21-04-2014 | GP Princesse Lalla Meryem, Marrakech                | Intern'l                                            | 226 750 $                                           | Terre (ext.)                                        | María Teresa Torró Flor                             | Romina Oprandi                                      | 6-3, 3-6, 6-3                                       | Tableau                                             |
| 15 | 27-04-2015 | GP Princesse Lalla Meryem, Marrakech                | Intern'l                                            | 226 750 $                                           | Terre (ext.)                                        | Elina Svitolina                                     | Tímea Babos                                         | 7-5, 7-63                                           | Tableau                                             |
| 16 | 25-04-2016 | GP Princesse Lalla Meryem, Rabat                    | Intern'l                                            | 226 750 $                                           | Terre (ext.)                                        | Timea Bacsinszky                                    | Marina Erakovic                                     | 6-2, 6-1                                            | Tableau                                             |
| 17 | 01-05-2017 | Grand Prix De SAR La Princesse Lalla Meryem, Rabat  | Intern'l                                            | 226 750 $                                           | Terre (ext.)                                        | Anastasia Pavlyuchenkova                            | Francesca Schiavone                                 | 7-5, 7-5                                            | Tableau                                             |
| 18 | 30-04-2018 | Grand Prix De SAR La Princesse Lalla Meryem, Rabat  | Intern'l                                            | 226 750 $                                           | Terre (ext.)                                        | Elise Mertens                                       | Ajla Tomljanović                                    | 6-2, 7-64                                           | Tableau                                             |
| 19 | 29-04-2019 | Grand Prix De SAR La Princesse Lalla Meryem, Rabat  | Intern'l                                            | 226 750 $                                           | Terre (ext.)                                        | María Sákkari                                       | Johanna Konta                                       | 2-6, 6-4, 6-1                                       | Tableau                                             |
|    | 2020-2021  | Tournoi annulé en raison de la pandémie de Covid-19 | Tournoi annulé en raison de la pandémie de Covid-19 | Tournoi annulé en raison de la pandémie de Covid-19 | Tournoi annulé en raison de la pandémie de Covid-19 | Tournoi annulé en raison de la pandémie de Covid-19 | Tournoi annulé en raison de la pandémie de Covid-19 | Tournoi annulé en raison de la pandémie de Covid-19 | Tournoi annulé en raison de la pandémie de Covid-19 |
| 20 | 15-05-2022 | Grand Prix De SAR La Princesse Lalla Meryem, Rabat  | WTA 250                                             | 251 750 $                                           | Terre (ext.)                                        | Martina Trevisan                                    | Claire Liu                                          | 6-2, 6-1                                            | Tableau                                             |
| 21 | 21-05-2023 | Grand Prix SAR La Princesse Lalla Meryem, Rabat     | WTA 250                                             | 259 303 $                                           | Terre (ext.)                                        | Lucia Bronzetti                                     | Julia Grabher                                       | 6-4, 5-7, 7-5                                       | Tableau                                             |
| 22 | 19-05-2024 | Grand Prix SAR La Princesse Lalla Meryem, Rabat     | WTA 250                                             | 267 082 $                                           | Terre (ext.)                                        | Peyton Stearns                                      | Mayar Sherif                                        | 6-2, 6-1                                            | Tableau                                             |
| 23 | 18-05-2025 | Grand Prix SAR La Princesse Lalla Meryem, Rabat     | WTA 250                                             | 275 094 $                                           | Terre (ext.)                                        | Maya Joint                                          | Jaqueline Cristian                                  | 6-3, 6-2                                            | Tableau                                             |

### Double
| No | Date       | Nom et lieu du tournoi                              | Catégorie                                           | Dotation                                            | Surface                                             | Vainqueures                                         | Finalistes                                          | Score                                               |                                                     |
| -- | ---------- | --------------------------------------------------- | --------------------------------------------------- | --------------------------------------------------- | --------------------------------------------------- | --------------------------------------------------- | --------------------------------------------------- | --------------------------------------------------- | --------------------------------------------------- |
| 1  | 23-07-2001 | GP Princesse Lalla Meryem Casablanca                | Tier V                                              | 110 000 $                                           | Terre (ext.)                                        | Lioubomira Batcheva Åsa Svensson                    | María José Martínez Sánchez María Emilia Salerni    | 6-3, 6-74, 6-1                                      | Tableau                                             |
| 2  | 08-07-2002 | GP Princesse Lalla Meryem Casablanca                | Tier V                                              | 110 000 $                                           | Terre (ext.)                                        | Petra Mandula Patricia Wartusch                     | Gisela Dulko Conchita Martínez Granados             | 6-2, 6-1                                            | Tableau                                             |
| 3  | 31-03-2003 | GP Princesse Lalla Meryem Casablanca                | Tier V                                              | 110 000 $                                           | Terre (ext.)                                        | Gisela Dulko María Emilia Salerni                   | Henrieta Nagyová Elena Tatarkova                    | 6-3, 6-4                                            | Tableau                                             |
| 4  | 05-04-2004 | GP Princesse Lalla Meryem Casablanca                | Tier V                                              | 110 000 $                                           | Terre (ext.)                                        | Marion Bartoli Émilie Loit                          | Els Callens Katarina Srebotnik                      | 6-4, 6-2                                            | Tableau                                             |
| 5  | 02-05-2005 | GP Princesse Lalla Meryem Rabat                     | Tier IV                                             | 140 000 $                                           | Terre (ext.)                                        | Émilie Loit Barbora Strýcová                        | Lourdes Domínguez Lino Nuria Llagostera Vives       | 3-6, 7-65, 7-5                                      | Tableau                                             |
| 6  | 15-05-2006 | GP Princesse Lalla Meryem Rabat                     | Tier IV                                             | 145 000 $                                           | Terre (ext.)                                        | Yan Zi Zheng Jie                                    | Ashley Harkleroad Bethanie Mattek-Sands             | 6-1, 6-3                                            | Tableau                                             |
| 7  | 14-05-2007 | GP Princesse Lalla Meryem Fès                       | Tier IV                                             | 145 000 $                                           | Terre (ext.)                                        | Vania King Sania Mirza                              | Andreea Ehritt-Vanc Anastasia Rodionova             | 6-1, 6-2                                            | Tableau                                             |
| 8  | 28-04-2008 | GP Princesse Lalla Meryem Fès                       | Tier IV                                             | 145 000 $                                           | Terre (ext.)                                        | Sorana Cîrstea Anastasia Pavlyuchenkova             | Alisa Kleybanova Ekaterina Makarova                 | 6-2, 6-2                                            | Tableau                                             |
| 9  | 27-04-2009 | GP Princesse Lalla Meryem Fès                       | Intern'l                                            | 220 000 $                                           | Terre (ext.)                                        | Alisa Kleybanova Ekaterina Makarova                 | Sorana Cîrstea Maria Kirilenko                      | 6-3, 2-6, [10-8]                                    | Tableau                                             |
| 10 | 26-04-2010 | GP Princesse Lalla Meryem Fès                       | Intern'l                                            | 220 000 $                                           | Terre (ext.)                                        | Iveta Benešová Anabel Medina Garrigues              | Lucie Hradecká Renata Voráčová                      | 6-3, 6-1                                            | Tableau                                             |
| 11 | 18-04-2011 | GP Princesse Lalla Meryem Fès                       | Intern'l                                            | 220 000 $                                           | Terre (ext.)                                        | Andrea Hlaváčková Renata Voráčová                   | Nina Bratchikova Sandra Klemenschits                | 6-3, 6-4                                            | Tableau                                             |
| 12 | 23-04-2012 | GP Princesse Lalla Meryem Fès                       | Intern'l                                            | 220 000 $                                           | Terre (ext.)                                        | Petra Cetkovská Alexandra Panova                    | Irina-Camelia Begu Alexandra Cadanțu                | 3-6, 7-65, [11-9]                                   | Tableau                                             |
| 13 | 22-04-2013 | GP Princesse Lalla Meryem Marrakech                 | Intern'l                                            | 235 000 $                                           | Terre (ext.)                                        | Tímea Babos Mandy Minella                           | Petra Martić Kristina Mladenovic                    | 6-3, 6-1                                            | Tableau                                             |
| 14 | 21-04-2014 | GP Princesse Lalla Meryem Marrakech                 | Intern'l                                            | 226 750 $                                           | Terre (ext.)                                        | Garbiñe Muguruza Romina Oprandi                     | Katarzyna Piter Maryna Zanevska                     | 4-6, 6-2, [11-9]                                    | Tableau                                             |
| 15 | 27-04-2015 | GP Princesse Lalla Meryem Marrakech                 | Intern'l                                            | 226 750 $                                           | Terre (ext.)                                        | Tímea Babos Kristina Mladenovic                     | Laura Siegemund Maryna Zanevska                     | 6-1, 7-65                                           | Tableau                                             |
| 16 | 25-04-2016 | GP Princesse Lalla Meryem Rabat                     | Intern'l                                            | 226 750 $                                           | Terre (ext.)                                        | Xenia Knoll Aleksandra Krunić                       | Tatjana Maria Raluca Olaru                          | 6-3, 6-0                                            | Tableau                                             |
| 17 | 01-05-2017 | Grand Prix De SAR La Princesse Lalla Meryem Rabat   | Intern'l                                            | 226 750 $                                           | Terre (ext.)                                        | Tímea Babos Andrea Hlaváčková                       | Nina Stojanović Maryna Zanevska                     | 2-6, 6-3, [10-5]                                    | Tableau                                             |
| 18 | 30-04-2018 | Grand Prix De SAR La Princesse Lalla Meryem Rabat   | Intern'l                                            | 226 750 $                                           | Terre (ext.)                                        | Anna Blinkova Raluca Olaru                          | Georgina García Pérez Fanny Stollár                 | 6-4, 6-4                                            | Tableau                                             |
| 19 | 29-04-2019 | Grand Prix De SAR La Princesse Lalla Meryem Rabat   | Intern'l                                            | 226 750 $                                           | Terre (ext.)                                        | María José Sánchez Sara Sorribes Tormo              | Georgina García Pérez Oksana Kalashnikova           | 7-5, 6-1                                            | Tableau                                             |
|    | 2020-2021  | Tournoi annulé en raison de la pandémie de Covid-19 | Tournoi annulé en raison de la pandémie de Covid-19 | Tournoi annulé en raison de la pandémie de Covid-19 | Tournoi annulé en raison de la pandémie de Covid-19 | Tournoi annulé en raison de la pandémie de Covid-19 | Tournoi annulé en raison de la pandémie de Covid-19 | Tournoi annulé en raison de la pandémie de Covid-19 | Tournoi annulé en raison de la pandémie de Covid-19 |
| 20 | 15-05-2022 | Grand Prix De SAR La Princesse Lalla Meryem Rabat   | WTA 250                                             | 251 750 $                                           | Terre (ext.)                                        | Eri Hozumi Makoto Ninomiya                          | Monica Niculescu Alexandra Panova                   | 6-77, 6-3, [10-8]                                   | Tableau                                             |
| 21 | 21-05-2023 | Grand Prix SAR La Princesse Lalla Meryem Rabat      | WTA 250                                             | 259 303 $                                           | Terre (ext.)                                        | Sabrina Santamaria Yana Sizikova                    | Lidziya Marozava Ingrid Gamarra Martins             | 3-6, 6-1, [10-8]                                    | Tableau                                             |
| 22 | 19-05-2024 | Grand Prix SAR La Princesse Lalla Meryem Rabat      | WTA 250                                             | 267 082 $                                           | Terre (ext.)                                        | Irina Khromacheva Yana Sizikova                     | Anna Danilina Xu Yifan                              | 6-3, 6-2                                            | Tableau                                             |
| 23 | 18-05-2025 | Grand Prix SAR La Princesse Lalla Meryem Rabat      | WTA 250                                             | 275 094 $                                           | Terre (ext.)                                        | Maya Joint Oksana Kalashnikova                      | Angelica Moratelli Camilla Rosatello                | 6-3, 7-5                                            | Tableau                                             |

## Palmarès messieurs

### Simple
| No | Date       | Nom et lieu du tournoi                              | Catégorie                                           | Dotation                                            | Surface                                             | Vainqueur                                           | Finaliste                                           | Score                                               |                                                     |
| -- | ---------- | --------------------------------------------------- | --------------------------------------------------- | --------------------------------------------------- | --------------------------------------------------- | --------------------------------------------------- | --------------------------------------------------- | --------------------------------------------------- | --------------------------------------------------- |
| 1  | 02-06-1970 | WCT Casablanca, Casablanca                          |                                                     | 15 000 $                                            | Dur (ext.)                                          | John Newcombe                                       | Andrés Gimeno                                       | 6-4, 6-4, 6-4                                       |                                                     |
| 2  | 06-03-1989 | Grand-Prix Hassan II, Casablanca                    | Challenger                                          | 75 000 $                                            | Terre (ext.)                                        | Andres Vysand                                       | Mark Koevermans                                     | 3-6, 7-6, 6-0                                       |                                                     |
| 3  | 05-03-1990 | Grand-Prix Hassan II, Casablanca                    | World Series                                        | 125 000 $                                           | Terre (ext.)                                        | Thomas Muster                                       | Guillermo Pérez Roldán                              | 6-1, 6-7, 6-2                                       | Tableau                                             |
|    | 1991       | Pas de tournoi                                      | Pas de tournoi                                      | Pas de tournoi                                      | Pas de tournoi                                      | Pas de tournoi                                      | Pas de tournoi                                      | Pas de tournoi                                      | Pas de tournoi                                      |
| 4  | 16-03-1992 | Grand-Prix Hassan II, Casablanca                    | World Series                                        | 130 000 $                                           | Terre (ext.)                                        | Guillermo Pérez Roldán                              | Germán López                                        | 2-6, 7-5, 6-3                                       | Tableau                                             |
| 5  | 15-03-1993 | Grand-Prix Hassan II, Casablanca                    | World Series                                        | 175 000 $                                           | Terre (ext.)                                        | Guillermo Pérez Roldán                              | Younès El Aynaoui                                   | 6-4, 6-3                                            |                                                     |
| 6  | 14-03-1994 | Grand-Prix Hassan II, Casablanca                    | World Series                                        | 188 750 $                                           | Terre (ext.)                                        | Renzo Furlan                                        | Karim Alami                                         | 6-2, 6-2                                            |                                                     |
| 7  | 20-03-1995 | Grand-Prix Hassan II, Casablanca                    | World Series                                        | 203 000 $                                           | Terre (ext.)                                        | Gilbert Schaller                                    | Albert Costa                                        | 6-4, 6-2                                            |                                                     |
| 8  | 25-03-1996 | Grand-Prix Hassan II, Casablanca                    | World Series                                        | 203 000 $                                           | Terre (ext.)                                        | Tomás Carbonell                                     | Gilbert Schaller                                    | 7-5, 1-6, 6-2                                       |                                                     |
| 9  | 24-03-1997 | Grand-Prix Hassan II, Casablanca                    | World Series                                        | 203 000 $                                           | Terre (ext.)                                        | Hicham Arazi                                        | Franco Squillari                                    | 3-6, 6-1, 6-2                                       |                                                     |
| 10 | 23-03-1998 | Grand-Prix Hassan II, Casablanca                    | Int' Series                                         | 210 000 $                                           | Terre (ext.)                                        | Andrea Gaudenzi                                     | Alex Calatrava                                      | 6-3, 6-4                                            |                                                     |
| 11 | 22-03-1999 | Grand-Prix Hassan II, Casablanca                    | Int' Series                                         | 215 000 $                                           | Terre (ext.)                                        | Alberto Martín                                      | Fernando Vicente                                    | 6-3, 6-4                                            | Tableau                                             |
| 12 | 10-04-2000 | Grand-Prix Hassan II, Casablanca                    | Int' Series                                         | 325 000 $                                           | Terre (ext.)                                        | Fernando Vicente                                    | Sébastien Grosjean                                  | 6-4, 4-6, 7-63                                      | Tableau                                             |
| 13 | 09-04-2001 | Grand-Prix Hassan II, Casablanca                    | Int' Series                                         | 325 000 $                                           | Terre (ext.)                                        | Guillermo Cañas                                     | Tommy Robredo                                       | 7-5, 6-2                                            | Tableau                                             |
| 14 | 08-04-2002 | Grand-Prix Hassan II, Casablanca                    | Int' Series                                         | 356 000 $                                           | Terre (ext.)                                        | Younès El Aynaoui                                   | Guillermo Cañas                                     | 3-6, 6-3, 6-2                                       | Tableau                                             |
| 15 | 07-04-2003 | Grand-Prix Hassan II, Casablanca                    | Int' Series                                         | 375 000 $                                           | Terre (ext.)                                        | Julien Boutter                                      | Younès El Aynaoui                                   | 6-2, 2-6, 6-1                                       | Tableau                                             |
| 16 | 15-05-2004 | Grand-Prix Hassan II, Casablanca                    | Int' Series                                         | 355 000 $                                           | Terre (ext.)                                        | Santiago Ventura                                    | Dominik Hrbatý                                      | 6-3, 1-6, 6-4                                       | Tableau                                             |
| 17 | 04-04-2005 | Grand-Prix Hassan II, Casablanca                    | Int' Series                                         | 355 000 $                                           | Terre (ext.)                                        | Mariano Puerta                                      | Juan Mónaco                                         | 6-4, 6-1                                            | Tableau                                             |
| 18 | 24-04-2006 | Grand-Prix Hassan II, Casablanca                    | Int' Series                                         | 355 000 $                                           | Terre (ext.)                                        | Daniele Bracciali                                   | Nicolás Massú                                       | 6-1, 6-4                                            | Tableau                                             |
| 19 | 23-04-2007 | Grand-Prix Hassan II, Casablanca                    | Int' Series                                         | 391 000 $                                           | Terre (ext.)                                        | Paul-Henri Mathieu                                  | Albert Montañés                                     | 6-1, 6-1                                            | Tableau                                             |
| 20 | 19-05-2008 | Grand-Prix Hassan II, Casablanca                    | Int' Series                                         | 349 000 €                                           | Terre (ext.)                                        | Gilles Simon                                        | Julien Benneteau                                    | 7-5, 6-2                                            | Tableau                                             |
| 21 | 06-04-2009 | Grand-Prix Hassan II, Casablanca                    | ATP 250                                             | 398 250 €                                           | Terre (ext.)                                        | Juan Carlos Ferrero                                 | Florent Serra                                       | 6-4, 7-5                                            | Tableau                                             |
| 22 | 05-04-2010 | Grand-Prix Hassan II, Casablanca                    | ATP 250                                             | 398 250 €                                           | Terre (ext.)                                        | Stanislas Wawrinka                                  | Victor Hănescu                                      | 6-2, 6-3                                            | Tableau                                             |
| 23 | 04-04-2011 | Grand-Prix Hassan II, Casablanca                    | ATP 250                                             | 398 250 €                                           | Terre (ext.)                                        | Pablo Andújar                                       | Potito Starace                                      | 6-1, 6-2                                            | Tableau                                             |
| 24 | 09-04-2012 | Grand-Prix Hassan II, Casablanca                    | ATP 250                                             | 398 250 €                                           | Terre (ext.)                                        | Pablo Andújar                                       | Albert Ramos-Viñolas                                | 6-1, 7-65                                           | Tableau                                             |
| 25 | 08-04-2013 | Grand-Prix Hassan II, Casablanca                    | ATP 250                                             | 410 200 €                                           | Terre (ext.)                                        | Tommy Robredo                                       | Kevin Anderson                                      | 7-66, 4-6, 6-3                                      | Tableau                                             |
| 26 | 07-04-2014 | Grand-Prix Hassan II, Casablanca                    | ATP 250                                             | 426 605 €                                           | Terre (ext.)                                        | Guillermo García-López                              | Marcel Granollers                                   | 5-7, 6-4, 6-3                                       | Tableau                                             |
| 27 | 06-04-2015 | Grand-Prix Hassan II, Casablanca                    | ATP 250                                             | 439 405 €                                           | Terre (ext.)                                        | Martin Kližan                                       | Daniel Gimeno-Traver                                | 6-2, 6-2                                            | Tableau                                             |
| 28 | 04-04-2016 | Grand-Prix Hassan II, Marrakech                     | ATP 250                                             | 463 520 €                                           | Terre (ext.)                                        | Federico Delbonis                                   | Borna Ćorić                                         | 6-2, 6-4                                            | Tableau                                             |
| 29 | 10-04-2017 | Grand-Prix Hassan II, Marrakech                     | ATP 250                                             | 482 060 €                                           | Terre (ext.)                                        | Borna Ćorić                                         | Philipp Kohlschreiber                               | 5-7, 7-63, 7-5                                      | Tableau                                             |
| 30 | 09-04-2018 | Grand-Prix Hassan II, Marrakech                     | ATP 250                                             | 501 345 €                                           | Terre (ext.)                                        | Pablo Andújar                                       | Kyle Edmund                                         | 6-2, 6-2                                            | Tableau                                             |
| 31 | 08-04-2019 | Grand-Prix Hassan II, Marrakech                     | ATP 250                                             | 524 340 €                                           | Terre (ext.)                                        | Benoît Paire                                        | Pablo Andújar                                       | 6-2, 6-3                                            | Tableau                                             |
|    | 2020-2021  | Tournoi annulé en raison de la pandémie de Covid-19 | Tournoi annulé en raison de la pandémie de Covid-19 | Tournoi annulé en raison de la pandémie de Covid-19 | Tournoi annulé en raison de la pandémie de Covid-19 | Tournoi annulé en raison de la pandémie de Covid-19 | Tournoi annulé en raison de la pandémie de Covid-19 | Tournoi annulé en raison de la pandémie de Covid-19 | Tournoi annulé en raison de la pandémie de Covid-19 |
| 32 | 04-04-2022 | Grand-Prix Hassan II, Marrakech                     | ATP 250                                             | 534 555 €                                           | Terre (ext.)                                        | David Goffin                                        | Alex Molčan                                         | 3-6, 6-3, 6-3                                       | Tableau                                             |
| 33 | 03-04-2023 | Grand-Prix Hassan II, Marrakech                     | ATP 250                                             | 562 815 €                                           | Terre (ext.)                                        | Roberto Carballés Baena                             | Alexandre Müller                                    | 4-6, 7-63, 6-2                                      | Tableau                                             |
| 34 | 01-04-2024 | Grand-Prix Hassan II, Marrakech                     | ATP 250                                             | 579 320 €                                           | Terre (ext.)                                        | Matteo Berrettini                                   | Roberto Carballés Baena                             | 7-5, 6-2                                            | Tableau                                             |
| 35 | 31-03-2025 | Grand-Prix Hassan II, Marrakech                     | ATP 250                                             | 596 035 €                                           | Terre (ext.)                                        | Luciano Darderi                                     | Tallon Griekspoor                                   | 7-63, 7-64                                          | Tableau                                             |

### Double
| No | Date       | Nom et lieu du tournoi                              | Catégorie                                           | Dotation                                            | Surface                                             | Vainqueurs                                          | Finalistes                                          | Score                                               |                                                     |
| -- | ---------- | --------------------------------------------------- | --------------------------------------------------- | --------------------------------------------------- | --------------------------------------------------- | --------------------------------------------------- | --------------------------------------------------- | --------------------------------------------------- | --------------------------------------------------- |
| 1  | 02-06-1970 | WCT Casablanca, Casablanca                          |                                                     | 15 000 $                                            | Terre (ext.)                                        | Mark Cox Graham Stilwell                            | Marty Riessen Roger Taylor                          | 6-4, 6-4                                            |                                                     |
| 2  | 06-03-1989 | Grand-Prix Hassan II, Casablanca                    | Challenger                                          | 75 000 $                                            | Terre (ext.)                                        | Josef Čihák Mark Koevermans                         | Marcelo Ingaramo Christian Miniussi                 | 6-4, 6-4                                            |                                                     |
| 3  | 05-03-1990 | Grand-Prix Hassan II, Casablanca                    | World Series                                        | 125 000 $                                           | Terre (ext.)                                        | Todd Woodbridge Simon Youl                          | Paul Haarhuis Mark Koevermans                       | 6-3, 6-1                                            | Tableau                                             |
|    | 1991       | Pas de tournoi                                      | Pas de tournoi                                      | Pas de tournoi                                      | Pas de tournoi                                      | Pas de tournoi                                      | Pas de tournoi                                      | Pas de tournoi                                      | Pas de tournoi                                      |
| 4  | 16-03-1992 | Grand-Prix Hassan II, Casablanca                    | World Series                                        | 130 000 $                                           | Terre (ext.)                                        | Horacio de la Peña Jorge Lozano                     | Ģirts Dzelde T.J. Middleton                         | 2-6, 6-4, 7-6                                       | Tableau                                             |
| 5  | 15-03-1993 | Grand-Prix Hassan II, Casablanca                    | World Series                                        | 175 000 $                                           | Terre (ext.)                                        | Mike Bauer Piet Norval                              | Ģirts Dzelde Goran Prpić                            | 7-5, 7-6                                            |                                                     |
| 6  | 14-03-1994 | Grand-Prix Hassan II, Casablanca                    | World Series                                        | 188 750 $                                           | Terre (ext.)                                        | David Adams Menno Oosting                           | Cristian Brandi Federico Mordegan                   | 6-3, 6-4                                            |                                                     |
| 7  | 20-03-1995 | Grand-Prix Hassan II, Casablanca                    | World Series                                        | 203 000 $                                           | Terre (ext.)                                        | Tomás Carbonell Francisco Roig                      | Emanuel Couto João Cunha e Silva                    | 6-4, 6-1                                            |                                                     |
| 8  | 25-03-1996 | Grand-Prix Hassan II, Casablanca                    | World Series                                        | 203 000 $                                           | Terre (ext.)                                        | Jiří Novák David Rikl                               | Tomás Carbonell Francisco Roig                      | 7-6, 6-3                                            |                                                     |
| 9  | 24-03-1997 | Grand-Prix Hassan II, Casablanca                    | World Series                                        | 203 000 $                                           | Terre (ext.)                                        | João Cunha e Silva Nuno Marques                     | Karim Alami Hicham Arazi                            | 7-6, 6-2                                            |                                                     |
| 10 | 23-03-1998 | Grand-Prix Hassan II, Casablanca                    | Int' Series                                         | 210 000 $                                           | Terre (ext.)                                        | Andrea Gaudenzi Diego Nargiso                       | Cristian Brandi Filippo Messori                     | 6-4, 7-6                                            |                                                     |
| 11 | 22-03-1999 | Grand-Prix Hassan II, Casablanca                    | Int' Series                                         | 215 000 $                                           | Terre (ext.)                                        | Fernando Meligeni Jaime Oncins                      | Massimo Ardinghi Vincenzo Santopadre                | 6-2, 6-3                                            | Tableau                                             |
| 12 | 10-04-2000 | Grand-Prix Hassan II, Casablanca                    | Int' Series                                         | 325 000 $                                           | Terre (ext.)                                        | Arnaud Clément Sébastien Grosjean                   | Lars Burgsmüller Andrew Painter                     | 7-64, 6-4                                           | Tableau                                             |
| 13 | 09-04-2001 | Grand-Prix Hassan II, Casablanca                    | Int' Series                                         | 325 000 $                                           | Terre (ext.)                                        | Michael Hill Jeff Tarango                           | Pablo Albano David Macpherson                       | 7-62, 6-3                                           | Tableau                                             |
| 14 | 08-04-2002 | Grand-Prix Hassan II, Casablanca                    | Int' Series                                         | 356 000 $                                           | Terre (ext.)                                        | Stephen Huss Myles Wakefield                        | Martín García Luis Lobo                             | 6-4, 6-2                                            | Tableau                                             |
| 15 | 07-04-2003 | Grand-Prix Hassan II, Casablanca                    | Int' Series                                         | 375 000 $                                           | Terre (ext.)                                        | František Čermák Leoš Friedl                        | Devin Bowen Ashley Fisher                           | 6-3, 7-5                                            | Tableau                                             |
| 16 | 15-05-2004 | Grand-Prix Hassan II, Casablanca                    | Int' Series                                         | 355 000 $                                           | Terre (ext.)                                        | Enzo Artoni Fernando Vicente                        | Yves Allegro Michael Kohlmann                       | 3-6, 6-0, 6-4                                       | Tableau                                             |
| 17 | 04-04-2005 | Grand-Prix Hassan II, Casablanca                    | Int' Series                                         | 355 000 $                                           | Terre (ext.)                                        | František Čermák Leoš Friedl                        | Martín García Luis Horna                            | 6-4, 6-3                                            | Tableau                                             |
| 18 | 24-04-2006 | Grand-Prix Hassan II, Casablanca                    | Int' Series                                         | 355 000 $                                           | Terre (ext.)                                        | Julian Knowle Jürgen Melzer                         | Michael Kohlmann Alexander Waske                    | 6-3, 6-4                                            | Tableau                                             |
| 19 | 23-04-2007 | Grand-Prix Hassan II, Casablanca                    | Int' Series                                         | 391 000 $                                           | Terre (ext.)                                        | Jordan Kerr David Škoch                             | Łukasz Kubot Oliver Marach                          | 7-64, 1-6, [10-4]                                   | Tableau                                             |
| 20 | 19-05-2008 | Grand-Prix Hassan II, Casablanca                    | Int' Series                                         | 349 000 €                                           | Terre (ext.)                                        | Albert Montañés Santiago Ventura                    | James Cerretani Todd Perry                          | 6-1, 6-2                                            | Tableau                                             |
| 21 | 06-04-2009 | Grand-Prix Hassan II, Casablanca                    | ATP 250                                             | 398 250 €                                           | Terre (ext.)                                        | Łukasz Kubot Oliver Marach                          | Simon Aspelin Paul Hanley                           | 7-64, 3-6, [10-6]                                   | Tableau                                             |
| 22 | 05-04-2010 | Grand-Prix Hassan II, Casablanca                    | ATP 250                                             | 398 250 €                                           | Terre (ext.)                                        | Robert Lindstedt Horia Tecău                        | Rohan Bopanna Aisam-Ul-Haq Qureshi                  | 6-2, 3-6, [10-7]                                    | Tableau                                             |
| 23 | 04-04-2011 | Grand-Prix Hassan II, Casablanca                    | ATP 250                                             | 398 250 €                                           | Terre (ext.)                                        | Robert Lindstedt Horia Tecău                        | Colin Fleming Igor Zelenay                          | 6-2, 6-1                                            | Tableau                                             |
| 24 | 09-04-2012 | Grand-Prix Hassan II, Casablanca                    | ATP 250                                             | 398 250 €                                           | Terre (ext.)                                        | Dustin Brown Paul Hanley                            | Daniele Bracciali Fabio Fognini                     | 7-5, 6-3                                            | Tableau                                             |
| 25 | 08-04-2013 | Grand-Prix Hassan II, Casablanca                    | ATP 250                                             | 410 200 €                                           | Terre (ext.)                                        | Julian Knowle Filip Polášek                         | Dustin Brown Christopher Kas                        | 6-3, 6-2                                            | Tableau                                             |
| 26 | 07-04-2014 | Grand-Prix Hassan II, Casablanca                    | ATP 250                                             | 426 605 €                                           | Terre (ext.)                                        | Jean-Julien Rojer Horia Tecău                       | Tomasz Bednarek Lukáš Dlouhý                        | 6-2, 6-2                                            | Tableau                                             |
| 27 | 06-04-2015 | Grand-Prix Hassan II, Casablanca                    | ATP 250                                             | 439 405 €                                           | Terre (ext.)                                        | Rameez Junaid Adil Shamasdin                        | Rohan Bopanna Florin Mergea                         | 3-6, 6-2, [10-7]                                    | Tableau                                             |
| 28 | 04-04-2016 | Grand-Prix Hassan II, Marrakech                     | ATP 250                                             | 463 520 €                                           | Terre (ext.)                                        | Guillermo Durán Máximo González                     | Marin Draganja Aisam-Ul-Haq Qureshi                 | 6-2, 3-6, [10-6]                                    | Tableau                                             |
| 29 | 10-04-2017 | Grand-Prix Hassan II, Marrakech                     | ATP 250                                             | 482 060 €                                           | Terre (ext.)                                        | Dominic Inglot Mate Pavić                           | Marcel Granollers Marc López                        | 6-4, 2-6, [11-9]                                    | Tableau                                             |
| 30 | 09-04-2018 | Grand-Prix Hassan II, Marrakech                     | ATP 250                                             | 501 345 €                                           | Terre (ext.)                                        | Nikola Mektić Alexander Peya                        | Benoît Paire Édouard Roger-Vasselin                 | 7-5, 3-6, [10-7]                                    | Tableau                                             |
| 31 | 08-04-2019 | Grand-Prix Hassan II, Marrakech                     | ATP 250                                             | 524 340 €                                           | Terre (ext.)                                        | Jürgen Melzer Franko Škugor                         | Matwé Middelkoop Frederik Nielsen                   | 6-4, 7-66                                           | Tableau                                             |
|    | 2020-2021  | Tournoi annulé en raison de la pandémie de Covid-19 | Tournoi annulé en raison de la pandémie de Covid-19 | Tournoi annulé en raison de la pandémie de Covid-19 | Tournoi annulé en raison de la pandémie de Covid-19 | Tournoi annulé en raison de la pandémie de Covid-19 | Tournoi annulé en raison de la pandémie de Covid-19 | Tournoi annulé en raison de la pandémie de Covid-19 | Tournoi annulé en raison de la pandémie de Covid-19 |
| 32 | 04-04-2022 | Grand-Prix Hassan II, Marrakech                     | ATP 250                                             | 534 555 €                                           | Terre (ext.)                                        | Rafael Matos David Vega Hernández                   | Andrea Vavassori Jan Zieliński                      | 6-1, 7-5                                            | Tableau                                             |
| 33 | 03-04-2023 | Grand-Prix Hassan II, Marrakech                     | ATP 250                                             | 562 815 €                                           | Terre (ext.)                                        | Marcelo Demoliner Andrea Vavassori                  | Alexander Erler Lucas Miedler                       | 6-4, 3-6, [12-10]                                   | Tableau                                             |
| 34 | 01-04-2024 | Grand-Prix Hassan II, Marrakech                     | ATP 250                                             | 579 320 €                                           | Terre (ext.)                                        | Harri Heliövaara Henry Patten                       | Alexander Erler Lucas Miedler                       | 3-6, 6-4, [10-4]                                    | Tableau                                             |
| 35 | 31-03-2025 | Grand-Prix Hassan II, Marrakech                     | ATP 250                                             | 596 035 €                                           | Terre (ext.)                                        | Petr Nouza Patrik Rikl                              | Hugo Nys Édouard Roger-Vasselin                     | 6-3, 6-4                                            | Tableau                                             |

## Le complexe Al Amal
Le complexe Al Amal où se joue le tournoi masculin jusqu'en 2015 est situé à Casablanca. Le revêtement de ses courts est en terre cuite.

### Installations
- Court central de 5 500 places assises
- École et académie de tennis
- Piscine, restaurants, salle de gym

### Photographies
- Photo 1 du court central
- Photo 2 du court central